# Windows Communication Foundation
Windows Communication Foundation (nazwa kodowa Indigo) to następna generacja usług sieciowych. Daje ona wiele nowych możliwości użytkownikom, którzy wymagają, aby ich usługi sieciowe były wszechstronne. WCF jest warstwą komunikacyjną API WinFX i docelowo będzie dostępna dla Microsoft Windows XP, 2003 i Visty.
WCF integruje i unifikuje wszystkie dotychczasowe technologie Microsoftu służące do komunikacji: .NET Remoting, COM+ (Enterprise Services w .NET), MSMQ (system komunikacji asynchronicznej w postaci kolejek, komponent Windows.System.Messaging w .NET), webserwisy o profilu podstawowym (w .NET w postaci .ASMX bazujące na ASP.NET) oraz webserwisy z obsługą transakcyjności, niezawodności i bezpieczeństwa poprzez implementację standardów WS-* (Web Services Extensions 3, obecnie mamy WSE 2). Do komunikacji na jednej maszynie można wykorzystać potoki. Praktycznie niezależnie od protokołu komunikacji (HTTP, TCP czy komunikacja międzyprocesowa), czy technologii sposób budowy usługi jest ten sam. Jednocześnie nowa technologia łatwo integruje się z podstawowymi webserwisami ASMX i COM+. WCF do komunikacji wykorzystuje SOAP, co decyduje o jej uniwersalności i łatwym łączeniu z innymi systemami operacyjnymi czy technologiami. Jednak w obrębie samej technologii można korzystać z binarnej wersji SOAP lub MTOM (kodowanie częściowo binarne i w XML).